# Saint-Bonnet-de-Cray
Saint-Bonnet-de-Cray is een gemeente in het Franse departement Saône-et-Loire (regio Bourgogne-Franche-Comté) en telt 412 inwoners (2005). De plaats maakt deel uit van het arrondissement Charolles.

## Geografie
De oppervlakte van Saint-Bonnet-de-Cray bedraagt 23,1 km², de bevolkingsdichtheid is 17,8 inwoners per km².
De onderstaande kaart toont de ligging van Saint-Bonnet-de-Cray met de belangrijkste infrastructuur en aangrenzende gemeenten.

## Demografie
Onderstaande figuur toont het verloop van het inwonertal (bron: INSEE-tellingen).